# مرحلة خروج المغلوب في الدوري الأوروبي 2014–15
بدأت مرحلة خروج المغلوب من الدوري الأوروبي 2014–15 يوم 19 فبراير وإنتهت يوم 27 مايو 2015 بالمباراة النهائية في ملعب وارسو الوطني بمدينة وارسو البولندية. تنافس في هذه المرحلة 32 فريقا.

## جدول المواعيد
| الدور       | موعد القرعة           | موعد المباراة الأولى                      | موعد المباراة الثانية                     |
| ----------- | --------------------- | ----------------------------------------- | ----------------------------------------- |
| دور الـ32   | 15 ديسمبر 2014، 13:00 | 19 فبراير 2015                            | 26 فبراير 2015                            |
| دور الـ16   | 27 فبراير 2015، 13:00 | 12 مارس 2015                              | 19 مارس 2015                              |
| ربع النهائي | 20 مارس 2015، 13:00   | 16 أبريل 2015                             | 23 أبريل 2015                             |
| نصف النهائي | 24 أبريل 2015، 12:00  | 7 مايو 2015                               | 14 مايو 2015                              |
| النهائي     | 24 أبريل 2015، 12:00  | 27 مايو 2015 على ملعب وارسو الوطني، وارسو | 27 مايو 2015 على ملعب وارسو الوطني، وارسو |

## الأندية المتأهلة

### من مرحلة المجموعات في الدوري الأوروبي
| المجموعة | المتصدر              | الوصيف               |
| -------- | -------------------- | -------------------- |
| أ        | بوروسيا مونشنغلادباخ | فياريال              |
| ب        | كلوب بروج            | تورينو               |
| ت        | بشكتاش               | توتنهام هوتسبير      |
| ث        | ريد بل زالتسبورغ     | سلتيك                |
| ج        | دينامو موسكو         | آيندهوفن             |
| ح        | إنتر ميلان           | دنيبرو دنيبروبتروفسك |
| خ        | فاينورد              | إشبيلية              |
| د        | إيفرتون              | فولفسبورغ            |
| ذ        | نابولي               | يانغ بويز            |
| ر        | دينامو كييف          | أوبه                 |
| ز        | فيورنتينا            | غانغون               |
| س        | ليغيا وارسو          | طرابزون سبور         |

### من مرحلة المجموعات في دوري الأبطال
| م | مج | الفريق             | لعب | ف | ت | خ | أ.له | أ.ع | أ.ف | نقاط |
| - | -- | ------------------ | --- | - | - | - | ---- | --- | --- | ---- |
| 1 | أ  | أولمبياكوس         | 6   | 3 | 0 | 3 | 10   | 13  | −3  | 9    |
| 2 | ص  | سبورتينغ لشبونة    | 6   | 2 | 1 | 3 | 12   | 12  | 0   | 7    |
| 3 | ط  | أتلتيك بيلباو      | 6   | 2 | 1 | 3 | 5    | 6   | −1  | 7    |
| 4 | ج  | زينيت سانت بطرسبرغ | 6   | 2 | 1 | 3 | 4    | 6   | −2  | 7    |
| 5 | د  | رويال أندرلخت      | 6   | 1 | 3 | 2 | 8    | 10  | −2  | 6    |
| 6 | س  | أياكس أمستردام     | 6   | 1 | 2 | 3 | 8    | 10  | −2  | 5    |
| 7 | ب  | ليفربول            | 6   | 1 | 2 | 3 | 5    | 9   | −4  | 5    |
| 8 | ر  | روما               | 6   | 1 | 2 | 3 | 8    | 14  | −6  | 5    |

## المخطط البياني
| دور الـ32            | دور الـ32 | دور الـ32 | دور الـ32 |  |                | دور الـ16                   | دور الـ16 | دور الـ16 | دور الـ16 |  |  | ربع النهائي          | ربع النهائي | ربع النهائي | ربع النهائي |  |  | نصف النهائي          | نصف النهائي          | نصف النهائي          | نصف النهائي |  |  |
|                      |           |           |           |  |                |                             |           |           |           |  |  |                      |             |             |             |  |  |                      |                      |                      |             |  |  |
| فولفسبورغ            | 2         | 0         | 2         |  |                |                             |           |           |           |  |  |                      |             |             |             |  |  |                      |                      |                      |             |  |  |
| سبورتينغ لشبونة      | 0         | 0         | 0         |  |                | فولفسبورغ                   | 3         | 2         | 5         |  |  |                      |             |             |             |  |  |                      |                      |                      |             |  |  |
| سلتيك                | 3         | 0         | 3         |  | إنتر ميلان     | 1                           | 1         | 2         |           |  |  |                      |             |             |             |  |  |                      |                      |                      |             |  |  |
| إنتر ميلان           | 3         | 1         | 4         |  |                |                             |           |           |           |  |  | فولفسبورغ            | 1           | 2           | 3           |  |  |                      |                      |                      |             |  |  |
| طرابزون سبور         | 0         | 0         | 0         |  |                |                             |           |           |           |  |  | نابولي               | 4           | 2           | 6           |  |  |                      |                      |                      |             |  |  |
| نابولي               | 4         | 1         | 5         |  |                | نابولي                      | 3         | 0         | 3         |  |  |                      |             |             |             |  |  |                      |                      |                      |             |  |  |
| رويال أندرلخت        | 0         | 1         | 1         |  | دينامو موسكو   | 1                           | 0         | 1         |           |  |  |                      |             |             |             |  |  |                      |                      |                      |             |  |  |
| دينامو موسكو         | 0         | 3         | 3         |  |                |                             |           |           |           |  |  |                      |             |             |             |  |  | نابولي               | 1                    | 0                    | 1           |  |  |
| أوبه                 | 1         | 0         | 1         |  |                |                             |           |           |           |  |  |                      |             |             |             |  |  | دنيبرو دنيبروبتروفسك | 1                    | 1                    | 2           |  |  |
| كلوب بروج            | 3         | 3         | 6         |  |                | كلوب بروج                   | 2         | 3         | 5         |  |  |                      |             |             |             |  |  |                      |                      |                      |             |  |  |
| ليفربول              | 1         | 0         | 1(4)      |  | بشكتاش         | 1                           | 1         | 2         |           |  |  |                      |             |             |             |  |  |                      |                      |                      |             |  |  |
| بشكتاش (ر)           | 0         | 1         | 1(5)      |  |                |                             |           |           |           |  |  | كلوب بروج            | 0           | 0           | 0           |  |  |                      |                      |                      |             |  |  |
| دنيبرو دنيبروبتروفسك | 2         | 2         | 4         |  |                |                             |           |           |           |  |  | دنيبرو دنيبروبتروفسك | 0           | 1           | 1           |  |  | النهائي              | النهائي              | النهائي              | النهائي     |  |  |
| أولمبياكوس           | 0         | 2         | 2         |  |                | دنيبرو دنيبروبتروفسك (ض؛ خ) | 1         | 1         | 2         |  |  |                      |             |             |             |  |  | النهائي              | النهائي              | النهائي              | النهائي     |  |  |
| أياكس أمستردام       | 1         | 3         | 4         |  | أياكس أمستردام | 0                           | 2         | 2         |           |  |  |                      |             |             |             |  |  |                      |                      |                      |             |  |  |
| ليغيا وارسو          | 0         | 0         | 0         |  |                |                             |           |           |           |  |  |                      |             |             |             |  |  | دنيبرو دنيبروبتروفسك | دنيبرو دنيبروبتروفسك | دنيبرو دنيبروبتروفسك | 2           |  |  |
| فياريال              | 2         | 3         | 5         |  |                |                             |           |           |           |  |  |                      |             |             |             |  |  | إشبيلية              | إشبيلية              | إشبيلية              | 3           |  |  |
| ريد بل زالتسبورغ     | 1         | 1         | 2         |  |                | فياريال                     | 1         | 1         | 2         |  |  |                      |             |             |             |  |  |                      |                      |                      |             |  |  |
| إشبيلية              | 1         | 3         | 4         |  | إشبيلية        | 3                           | 2         | 5         |           |  |  |                      |             |             |             |  |  |                      |                      |                      |             |  |  |
| بوروسيا مونشنغلادباخ | 0         | 2         | 2         |  |                |                             |           |           |           |  |  | إشبيلية              | 2           | 2           | 4           |  |  |                      |                      |                      |             |  |  |
| آيندهوفن             | 0         | 0         | 0         |  |                |                             |           |           |           |  |  | زينيت سانت بطرسبرغ   | 1           | 2           | 3           |  |  |                      |                      |                      |             |  |  |
| زينيت سانت بطرسبرغ   | 1         | 3         | 4         |  |                | زينيت سانت بطرسبرغ          | 2         | 0         | 2         |  |  |                      |             |             |             |  |  |                      |                      |                      |             |  |  |
| تورينو               | 2         | 3         | 5         |  | تورينو         | 0                           | 1         | 1         |           |  |  |                      |             |             |             |  |  |                      |                      |                      |             |  |  |
| أتلتيك بيلباو        | 2         | 2         | 4         |  |                |                             |           |           |           |  |  |                      |             |             |             |  |  | إشبيلية              | 3                    | 2                    | 5           |  |  |
| يانغ بويز            | 1         | 1         | 2         |  |                |                             |           |           |           |  |  |                      |             |             |             |  |  | فيورنتينا            | 0                    | 0                    | 0           |  |  |
| إيفرتون              | 4         | 3         | 7         |  |                | إيفرتون                     | 2         | 2         | 4         |  |  |                      |             |             |             |  |  |                      |                      |                      |             |  |  |
| غانغون               | 2         | 1         | 3         |  | دينامو كييف    | 1                           | 5         | 6         |           |  |  |                      |             |             |             |  |  |                      |                      |                      |             |  |  |
| دينامو كييف          | 1         | 3         | 4         |  |                |                             |           |           |           |  |  | دينامو كييف          | 1           | 0           | 1           |  |  |                      |                      |                      |             |  |  |
| توتنهام هوتسبير      | 1         | 0         | 1         |  |                |                             |           |           |           |  |  | فيورنتينا            | 1           | 2           | 3           |  |  |                      |                      |                      |             |  |  |
| فيورنتينا            | 1         | 2         | 3         |  |                | فيورنتينا                   | 1         | 3         | 4         |  |  |                      |             |             |             |  |  |                      |                      |                      |             |  |  |
| روما                 | 1         | 2         | 3         |  | روما           | 1                           | 0         | 1         |           |  |  |                      |             |             |             |  |  |                      |                      |                      |             |  |  |
| فاينورد              | 1         | 1         | 2         |  |                |                             |           |           |           |  |  |                      |             |             |             |  |  |                      |                      |                      |             |  |  |

## دور الـ32
أجريت القرعة يوم 15 ديسمبر 2014. ولعبت المباريات الأولى في 19 فبراير، والمباريات الثانية لعبت في 26 فبراير 2015.

### ملخص
| الفريق الأول         | إجم.        | الفريق الثاني        | مباراة الذهاب | مباراة الإياب |
| -------------------- | ----------- | -------------------- | ------------- | ------------- |
| يانغ بويز            | 2–7         | إيفرتون              | 1–4           | 1–3           |
| تورينو               | 5–4         | أتلتيك بيلباو        | 2–2           | 3–2           |
| إشبيلية              | 4–2         | بوروسيا مونشنغلادباخ | 1–0           | 3–2           |
| فولفسبورغ            | 2–0         | سبورتينغ لشبونة      | 2–0           | 0–0           |
| أياكس أمستردام       | 4–0         | ليغيا وارسو          | 1–0           | 3–0           |
| أوبه                 | 1–6         | كلوب بروج            | 1–3           | 0–3           |
| رويال أندرلخت        | 1–3         | دينامو موسكو         | 0–0           | 1–3           |
| دنيبرو دنيبروبتروفسك | 4–2         | أولمبياكوس           | 2–0           | 2–2           |
| طرابزون سبور         | 0–5         | نابولي               | 0–4           | 0–1           |
| غانغون               | 3–4         | دينامو كييف          | 2–1           | 1–3           |
| فياريال              | 5–2         | ريد بل زالتسبورغ     | 2–1           | 3–1           |
| روما                 | 3–2         | فاينورد              | 1–1           | 2–1           |
| آيندهوفن             | 0–4         | زينيت سانت بطرسبرغ   | 0–1           | 0–3           |
| ليفربول              | 1–1 (4–5 ر) | بشكتاش               | 1–0           | 0–1 (ب.و.إ.)  |
| توتنهام هوتسبير      | 1–3         | فيورنتينا            | 1–1           | 0–2           |
| سلتيك                | 3–4         | إنتر ميلان           | 3–3           | 0–1           |

### المباريات
| يانغ بويز      | 1–4   | إيفرتون                                        |
| -------------- | ----- | ---------------------------------------------- |
| غيوم هوارو 10' | تقرير | روميلو لوكاكو 24'، 39'، 58' · سيموس كولمان 28' |

| إيفرتون                                               | 3–1   | يانغ بويز       |
| ----------------------------------------------------- | ----- | --------------- |
| روميلو لوكاكو 25' (ضربة جزاء)، 30' · كيفن ميرالاس 42' | تقرير | سيكو سانوغو 13' |

فاز إيفرتون بنتيجة 7–2 في مجموع المباراتين.
| تورينو               | 2–2   | أتلتيك بيلباو                           |
| -------------------- | ----- | --------------------------------------- |
| ماكسي لوبيز 18'، 42' | تقرير | إينياكي ويليامز 9' · كارلوس غوربيغي 73' |

| أتلتيك بيلباو                             | 2–3   | تورينو                                                                   |
| ----------------------------------------- | ----- | ------------------------------------------------------------------------ |
| أندوني إيراولا 44' · أوسكار دي ماركوس 61' | تقرير | فابيو كوالياريلا 16' (ضربة جزاء) · ماكسي لوبيز 45+2' · ماتيو دارميان 68' |

فاز تورينو بنتيجة 5–4 في مجموع المباراتين.
| إشبيلية           | 1–0   | بوروسيا مونشنغلادباخ |
| ----------------- | ----- | -------------------- |
| فيسنتي إيبورا 70' | تقرير |                      |

| بوروسيا مونشنغلادباخ               | 2–3   | إشبيلية                          |
| ---------------------------------- | ----- | -------------------------------- |
| غرانيت جاكا 19' · تورغان هازار 29' | تقرير | كارلوس باكا 8' · فيتولو 26'، 79' |

فاز إشبيلية بنتيجة 4–2 في مجموع المباراتين.
| فولفسبورغ         | 2–0   | سبورتينغ لشبونة |
| ----------------- | ----- | --------------- |
| باس دوست 46'، 63' | تقرير |                 |

| سبورتينغ لشبونة | 0–0   | فولفسبورغ |
| --------------- | ----- | --------- |
|                 | تقرير |           |

فاز فولفسبورغ بنتيجة 2–0 في مجموع المباراتين.
| أياكس أمستردام     | 1–0   | ليغيا وارسو |
| ------------------ | ----- | ----------- |
| أركاديوش ميليك 35' | تقرير |             |

| ليغيا وارسو | 0–3   | أياكس أمستردام                            |
| ----------- | ----- | ----------------------------------------- |
|             | تقرير | أركاديوش ميليك 11'، 43' · نيك فيرغيفر 13' |

فاز أياكس بنتيجة 4–0 في مجموع المباراتين.
| أوبه                            | 1–3   | كلوب بروج                                                         |
| ------------------------------- | ----- | ----------------------------------------------------------------- |
| نيكلاس هيلينيوس 71' (ضربة جزاء) | تقرير | Oulare 25' · ليور ريفايلوف 29' · كينيث إميل بيترسن 61' (في مرماه) |

| كلوب بروج                                                   | 3–0   | أوبه |
| ----------------------------------------------------------- | ----- | ---- |
| فيكتور فازكيز 11' · Oularé 64' · بولي لولاينجولي مبومبو 74' | تقرير |      |

فاز كلوب بروج بنتيجة 6–1 في مجموع المباراتين.
| رويال أندرلخت | 0–0   | دينامو موسكو |
| ------------- | ----- | ------------ |
|               | تقرير |              |

| دينامو موسكو                                                                 | 3–1   | رويال أندرلخت          |
| ---------------------------------------------------------------------------- | ----- | ---------------------- |
| ألکسي آناتوليفتش کوزلوف 47' · أرتور ريموفيتش يوسوبوف 64' · كيفن كوراني 90+5' | تقرير | ألكساندر ميتروفيتش 29' |

فاز دينامو موسكو بنتيجة 3–1 في مجموع المباراتين.
| دنيبرو دنيبروبتروفسك                | 2–0   | أولمبياكوس |
| ----------------------------------- | ----- | ---------- |
| جابا كانكافا 50' · روسلان روتان 54' | تقرير |            |

| أولمبياكوس                                                     | 2–2   | دنيبرو دنيبروبتروفسك                       |
| -------------------------------------------------------------- | ----- | ------------------------------------------ |
| كونستانتينوس ميتروغلو 14' · أليخاندرو دومينغيز 90' (ضربة جزاء) | تقرير | أرتيم فيديتسكي 22' · نيكولا كالينيتش 90+2' |

فاز دنيبرو دنيبروبتروفسك بنتيجة 4–2 في مجموع المباراتين.
| طرابزون سبور | 0–4   | نابولي                                                                                   |
| ------------ | ----- | ---------------------------------------------------------------------------------------- |
|              | تقرير | هينريكي أدريانو بوس 6' · غونزالو هيغواين 20' · مانولو غابياديني 27' · دوفان زاباتا 90+2' |

| نابولي                | 1–0   | طرابزون سبور |
| --------------------- | ----- | ------------ |
| جوناتان دي غوزمان 19' | تقرير |              |

فاز نابولي بنتيجة 5–0 في مجموع المباراتين.
| غانغون                               | 2–1   | دينامو كييف      |
| ------------------------------------ | ----- | ---------------- |
| كلاوديو بيوفيو 72' · مصطفى ديالو 75' | تقرير | ميغيل فيلوسو 19' |

| دينامو كييف                                                         | 3–1   | غانغون              |
| ------------------------------------------------------------------- | ----- | ------------------- |
| تيودورتشيك 31' · فيتالي بويالسكي 46' · أوليغ هوسييف 75' (ضربة جزاء) | تقرير | كريستوف مانداني 66' |

فاز دينامو كييف بنتيجة 4–3 في مجموع المباراتين.
| فياريال                                   | 2–1   | ريد بل زالتسبورغ                |
| ----------------------------------------- | ----- | ------------------------------- |
| إيكيتشوكوو أوتشي 32' · دينيس تشيريشيف 54' | تقرير | جوناثان سوريانو 48' (ضربة جزاء) |

| ريد بل زالتسبورغ   | 1–3   | فياريال                                         |
| ------------------ | ----- | ----------------------------------------------- |
| ماركو ديوريكين 18' | تقرير | لوسيانو فييتو 33'، 76' · جيوفاني دوس سانتوس 79' |

فاز فياريال بنتيجة 5–2 في مجموع المباراتين.
| روما        | 1–1   | فاينورد                |
| ----------- | ----- | ---------------------- |
| جرفينيو 22' | تقرير | كولن كاظم ريتشاردز 55' |

| فاينورد  | 1–2   | روما                            |
| -------- | ----- | ------------------------------- |
| Manu 57' | تقرير | آدم لياييتش 45+2' · جرفينيو 60' |

فاز روما بنتيجة 3–2 في مجموع المباراتين.
| آيندهوفن | 0–1   | زينيت سانت بطرسبرغ |
| -------- | ----- | ------------------ |
|          | تقرير | هالك 64'           |

| زينيت سانت بطرسبرغ                 | 3–0   | آيندهوفن |
| ---------------------------------- | ----- | -------- |
| سالومون روندون 28'، 67' · هالك 48' | تقرير |          |

فاز زينيت سانت بطرسبرغ بنتيجة 4–0 في مجموع المباراتين.
| ليفربول                        | 1–0   | بشكتاش |
| ------------------------------ | ----- | ------ |
| ماريو بالوتيلي 85' (ضربة جزاء) | تقرير |        |

| بشكتاش            | 1–0 (ب.و.إ.) | ليفربول |
| ----------------- | ------------ | ------- |
| تولغاي أرسلان 72' | تقرير        |         |

1–1 في المجموع. فاز بشكتاش بنتيجة 5–4 في ركلات الترجيح.
| توتنهام هوتسبير    | 1–1   | فيورنتينا              |
| ------------------ | ----- | ---------------------- |
| روبيرتو سولدادو 6' | تقرير | خوسي ماريا باسانتا 36' |

| فيورنتينا                       | 2–0   | توتنهام هوتسبير |
| ------------------------------- | ----- | --------------- |
| ماريو غوميز 54' · محمد صلاح 71' | تقرير |                 |

فاز فيورنتينا بنتيجة 3–1 في مجموع المباراتين.
| سلتيك                                                                      | 3–3   | إنتر ميلان                                  |
| -------------------------------------------------------------------------- | ----- | ------------------------------------------- |
| ستيوارت ارمسترونغ 24' · هوغو كامبانيارو 26' (في مرماه) · جون غويديتي 90+3' | تقرير | شيردان شاقيري 4' · رودريغو بالاسيو 13'، 45' |

| إنتر ميلان       | 1–0   | سلتيك |
| ---------------- | ----- | ----- |
| فريدي جوارين 88' | تقرير |       |

فاز إنتر ميلان بنتيجة 4–3 في مجموع المباراتين.

## دور الـ16
أجريت القرعة يوم 27 فبراير 2015. ولعبت المباريات الأولى في 12 مارس، والمباريات الثانية لعبت يوم 19 مارس 2015.

### ملخص
| الفريق الأول         | إجم.    | الفريق الثاني  | مباراة الذهاب | مباراة الإياب |
| -------------------- | ------- | -------------- | ------------- | ------------- |
| إيفرتون              | 4–6     | دينامو كييف    | 2–1           | 2–5           |
| دنيبرو دنيبروبتروفسك | 2–2 (خ) | أياكس أمستردام | 1–0           | 1–2 (ب.و.إ.)  |
| زينيت سانت بطرسبرغ   | 2–1     | تورينو         | 2–0           | 0–1           |
| فولفسبورغ            | 5–2     | إنتر ميلان     | 3–1           | 2–1           |
| فياريال              | 2–5     | إشبيلية        | 1–3           | 1–2           |
| نابولي               | 3–1     | دينامو موسكو   | 3–1           | 0–0           |
| كلوب بروج            | 5–2     | بشكتاش         | 2–1           | 3–1           |
| فيورنتينا            | 4–1     | روما           | 1–1           | 3–0           |

### المباريات
| إيفرتون                                          | 2–1   | دينامو كييف      |
| ------------------------------------------------ | ----- | ---------------- |
| ستيفن نيسميث 39' · روميلو لوكاكو 82' (ضربة جزاء) | تقرير | أوليغ هوسييف 14' |

| دينامو كييف                                                                                              | 5–2   | إيفرتون                             |
| --- | ----- | ----------------------------------- |
| أندري يارمولينكو 21' · ووكاش تيودورتشيك 35' · ميغيل فيلوسو 37' · أوليغ هوسييف 56' · فيتورينو أنتونيس 76' | تقرير | روميلو لوكاكو 29' · فيل جاغيلكا 82' |

فاز دينامو كييف بنتيجة 6–4 في مجموع المباراتين.
| دنيبرو دنيبروبتروفسك | 1–0   | أياكس أمستردام |
| -------------------- | ----- | -------------- |
| رومان زوزوليا 30'    | تقرير |                |

| أياكس أمستردام                              | 2–1 (ب.و.إ.) | دنيبرو دنيبروبتروفسك  |
| ------------------------------------------- | ------------ | --------------------- |
| ريتشيدلي بازور 60' · مايك فان دير هورن 117' | تقرير        | يفهين كونوبليانكا 97' |

2–2 في المجموع. دنيبرو دنيبروبتروفسك فاز بفارق الأهداف خارج الديار.
| زينيت سانت بطرسبرغ                      | 2–0   | تورينو |
| --------------------------------------- | ----- | ------ |
| أكسيل فيتسل 38' · دومينيكو كريتشيتو 53' | تقرير |        |

| تورينو         | 1–0   | زينيت سانت بطرسبرغ |
| -------------- | ----- | ------------------ |
| كاميل غليك 90' | تقرير |                    |

فاز زينيت سانت بطرسبرغ بنتيجة 2–1 في مجموع المباراتين.
| فولفسبورغ                           | 3–1   | إنتر ميلان         |
| ----------------------------------- | ----- | ------------------ |
| نالدو 28' · كيفين دي بروين 63'، 76' | تقرير | رودريغو بالاسيو 6' |

| إنتر ميلان          | 1–2   | فولفسبورغ                               |
| ------------------- | ----- | --------------------------------------- |
| رودريغو بالاسيو 71' | تقرير | دانييل كاليجوري 24' · نيكلاس بينتنر 89' |

فاز فولفسبورغ بنتيجة 5–2 في مجموع المباراتين.
| فياريال           | 1–3   | إشبيلية                                       |
| ----------------- | ----- | --------------------------------------------- |
| لوسيانو فييتو 48' | تقرير | فيتولو 1' · ستيفان مبيا 26' · كيفن غاميرو 50' |

| إشبيلية                              | 2–1   | فياريال                |
| ------------------------------------ | ----- | ---------------------- |
| فيسنتي إيبورا 69' · دينيس سواريز 83' | تقرير | جيوفاني دوس سانتوس 73' |

فاز إشبيلية بنتيجة 5–2 في مجموع المباراتين.
| نابولي                                    | 3–1   | دينامو موسكو   |
| ----------------------------------------- | ----- | -------------- |
| غونزالو هيغواين 25'، 31' (ضربة جزاء)، 55' | تقرير | كيفن كوراني 2' |

| دينامو موسكو | 0–0   | نابولي |
| ------------ | ----- | ------ |
|              | تقرير |        |

فاز نابولي بنتيجة 3–1 في مجموع المباراتين.
| كلوب بروج                                       | 2–1   | بشكتاش           |
| ----------------------------------------------- | ----- | ---------------- |
| توم دي سوتر 62' · ليور ريفايلوف 79' (ضربة جزاء) | تقرير | غوكهان توريه 46' |

| بشكتاش         | 1–3   | كلوب بروج                                         |
| -------------- | ----- | ------------------------------------------------- |
| رامون موتا 48' | تقرير | توم دي سوتر 61' · بولي لولاينجولي مبومبو 80'، 90' |

فاز كلوب بروج بنتيجة 5–2 في مجموع المباراتين.
| فيورنتينا           | 1–1   | روما          |
| ------------------- | ----- | ------------- |
| يوسيب إيليتشيتش 17' | تقرير | سيدو كيتا 77' |

| روما | 0–3   | فيورنتينا                                                                                    |
| ---- | ----- | -------------------------------------------------------------------------------------------- |
|      | تقرير | غونزالو خافيير رودريغيز 10' (ضربة جزاء) · ماركوس ألونسو ميندوزا 18' · خوسي ماريا باسانتا 22' |

فاز فيورنتينا بنتيجة 4–1 في مجموع المباراتين.

## ربع النهائي
أجريت القرعة يوم 20 مارس 2015. ولعبت المباريات الأولى في 16 أبريل، والمباريات الثانية لعبت يوم 23 أبريل 2015.

### ملخص
| الفريق الأول | إجم.   | الفريق الثاني        | مباراة الذهاب | مباراة الإياب |
| ------------ | ------ | -------------------- | ------------- | ------------- |
| إشبيلية      | 4–3    | زينيت سانت بطرسبرغ   | 2–1           | 2–2           |
| كلوب بروج    | 0–1[D] | دنيبرو دنيبروبتروفسك | 0–0           | 0–1           |
| دينامو كييف  | 1–3    | فيورنتينا            | 1–1           | 0–2           |
| فولفسبورغ    | 3–6    | نابولي               | 1–4           | 2–2           |

### المباريات
| إشبيلية                            | 2–1   | زينيت سانت بطرسبرغ      |
| ---------------------------------- | ----- | ----------------------- |
| كارلوس باكا 73' · دينيس سواريز 88' | تقرير | ألكساندر ريازانتسيف 29' |

| زينيت سانت بطرسبرغ            | 2–2   | إشبيلية                                      |
| ----------------------------- | ----- | -------------------------------------------- |
| سالومون روندون 48' · هالك 72' | تقرير | كارلوس باكا 6' (ضربة جزاء) · كيفن غاميرو 85' |

فاز إشبيلية بنتيجة 4–3 في مجموع المباراتين.
| كلوب بروج | 0–0   | دنيبرو دنيبروبتروفسك |
| --------- | ----- | -------------------- |
|           | تقرير |                      |

| دنيبرو دنيبروبتروفسك | 1–0   | كلوب بروج |
| -------------------- | ----- | --------- |
| Shakhov 82'          | تقرير |           |

فاز دنيبرو دنيبروبتروفسك بنتيجة 1–0 في مجموع المباراتين.
| دينامو كييف      | 1–1   | فيورنتينا        |
| ---------------- | ----- | ---------------- |
| جيريماين لنز 36' | تقرير | خوما بابكر 90+2' |

| فيورنتينا                                  | 2–0   | دينامو كييف |
| ------------------------------------------ | ----- | ----------- |
| ماريو غوميز 43' · خوان مانويل فارغاس 90+4' | تقرير |             |

فاز فيورنتينا بنتيجة 3–1 في مجموع المباراتين.
| فولفسبورغ         | 1–4   | نابولي                                                             |
| ----------------- | ----- | ------------------------------------------------------------------ |
| نيكلاس بينتنر 80' | تقرير | غونزالو هيغواين 15' · ماريك هامشيك 23'، 64' · مانولو غابياديني 77' |

| نابولي                              | 2–2   | فولفسبورغ                          |
| ----------------------------------- | ----- | ---------------------------------- |
| خوسيه كاييخون 50' · دريس ميرتنز 65' | تقرير | تيم كلوزه 71' · إيفان بيريشيتش 73' |

فاز نابولي بنتيجة 6–3 في مجموع المباراتين.

## نصف النهائي
أجريت القرعة يوم 24 أبريل 2015. ولعبت المباريات الأولى في 7 مايو، والمباريات الثانية لعبت يوم 14 مايو 2015.

### ملخص
| الفريق الأول | إجم. | الفريق الثاني        | مباراة الذهاب | مباراة الإياب |
| ------------ | ---- | -------------------- | ------------- | ------------- |
| نابولي       | 1–2  | دنيبرو دنيبروبتروفسك | 1–1           | 0–1           |
| إشبيلية      | 5–0  | فيورنتينا            | 3–0           | 2–0           |

### المباريات
| نابولي           | 1–1   | دنيبرو دنيبروبتروفسك |
| ---------------- | ----- | -------------------- |
| دايفيد لوبيز 50' | تقرير | يفهين سيليزنيوف 81'  |

| دنيبرو دنيبروبتروفسك | 1–0   | نابولي |
| -------------------- | ----- | ------ |
| يفهين سيليزنيوف 58'  | تقرير |        |

فاز دنيبرو دنيبروبتروفسك بنتيجة 2–1 في مجموع المباراتين.
| إشبيلية                                | 3–0   | فيورنتينا |
| -------------------------------------- | ----- | --------- |
| أليكس فيدال 17'، 52' · كيفن غاميرو 75' | تقرير |           |

| فيورنتينا | 0–2   | إشبيلية                             |
| --------- | ----- | ----------------------------------- |
|           | تقرير | كارلوس باكا 22' · دانييل كاريكو 27' |

فاز إشبيلية بنتيجة 5–0 في مجموع المباراتين.

## النهائي
لعبت المباراة النهائية على ملعب وارسو الوطني في مدينة وارسو عاصمة بولندا يوم 27 مايو 2015.
| دنيبرو دنيبروبتروفسك                  | 2–3   | إشبيلية                                      |
| ------------------------------------- | ----- | -------------------------------------------- |
| نيكولا كالينيتش 7' · روسلان روتان 44' | تقرير | غجيغوش كريتشوفياك 28' · كارلوس باكا 31'، 73' |

## وصلات خارجية
- الدوري الأوروبي 2014–15